# Duque de Alba (obra marítima)

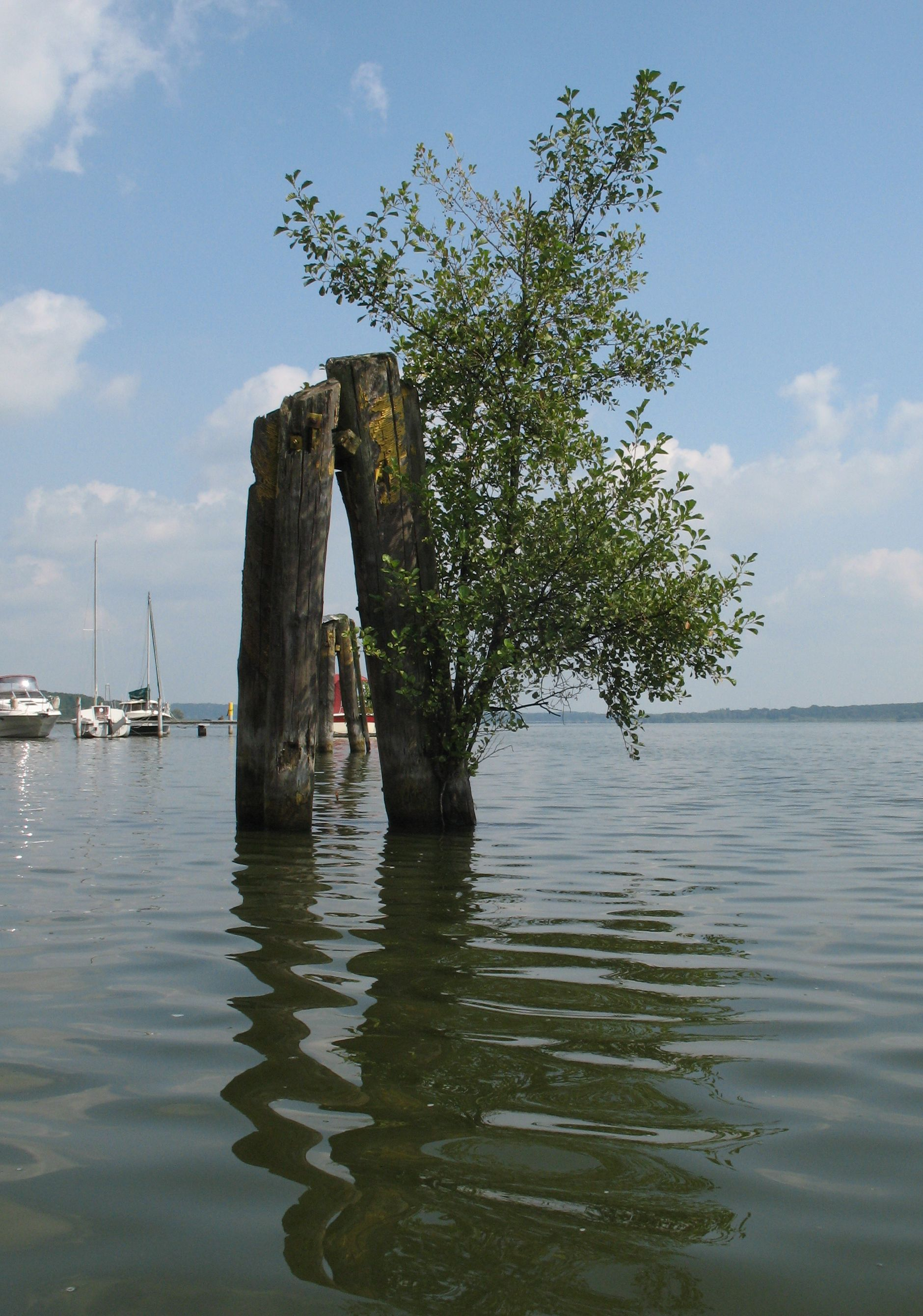
Duque de Alba.

Los duques de alba son estructuras aisladas que sirven para dar apoyo lateral y amarre a los buques. La construcción de los duques de alba suele hacerse con base de pilotes con una losa en cabeza. 

## Etimología
La expresión proviene de los Países Bajos españoles, y se cree que en origen era un término relacionado con docke (muelle) y delfijn (poste de amarre), que durante el imperio de los Habsburgo se asimiló a la figura del duque de Alba (Fernando Álvarez de Toledo y Pimentel), gobernador local. No está tan clara la razón de esta identificación, existiendo diversas teorías:
- El duque era conocido por vestir ropa negra con collar blanco.
- No era un personaje querido, por lo que los marinos arrojaban las sogas a estos amarres imaginando que lanzaban la soga al cuello del duque.
- Estos postes de amarre eran tan inflexibles como el duque.
- El duque inventó o importó este tipo de amarre.

El mismo elemento se denomina en holandés dukdalf, en sueco dykdalb, en alemán dalbe y en francés duc d’Albe.